# Jean-Pierre Cottanceau
Jean-Pierre Edmond Cottanceau (* 14. ledna 1953, Ussel) je francouzský římskokatolický řeholník a kněz a od 15. prosince 2016 arcibiskup v Papeete.